# 中国人民解放军陆军战车第二十六师
战车第二十六师（英語：26th Tank Division），是中国人民解放军陆军曾经的一个两栖战车师，1952年撤编。

## 概述

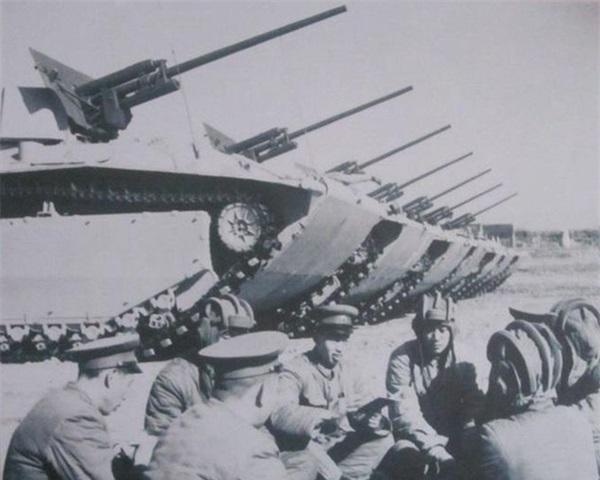
战车第二十六师指战员与他们的LVT(A)-4水陆坦克，可见主炮已经被改装为57毫米主炮

1949年5月27日，解放军完全攻占上海市区，守卫的国军大部被歼，一部乘船逃向舟山和台湾。在上海战役中，解放军共缴获坦克52辆、装甲车71辆；俘虏国军战车技术人员120余人。同日，第三野战军战车团进驻上海市水电路原中华民国海军陆战队的营房，并即刻按照上级指示开始收集坦克装甲车辆，并将修好的车辆补充给原有的坦克连队。至同年11月20日，将损坏较轻的水陆两栖车修理好67辆，装备了两个连和教导队。截止到1950年5月，干了八个多月共计修好“老水牛”242辆（含LVT3-4系列输送车、LVT(A)4火力支援车）、水陆指挥车10辆（称“小水牛”，美制M29C小型两栖输送车）、装甲汽车66辆（含M8“灰狗”装甲车）及其他汽车60多辆，备份发动机150台。
1950年8月30日，该部建立了战车第二十六师，下辖：
- 两栖战车第五十一团
- 两栖战车第五十二团
- 两栖战车第五十三团

1951年，五十三团进入中国人民志愿军序列参加朝鲜战争，但并未携带战车，仅承担回收与维修被丢弃或废弃的联合国军装甲车的任务。
1952年4月，战车第二十六师撤编：
- 师部与五十二团改编为第二战车学校，学校于1969年撤销。人员参与组建坦克技术学校。

- 五十一团携带战车二十六师所有的LVT(A)-4两栖坦克划归华东军区建制，一度隶属于海军陆战师，在陆战师撤销后短暂保留给陆战师改组而来的守备第十一师，此后历经转隶军委装甲兵、坦克10师、陆军第1军、步兵第1师，2017年军改前为两栖机械化步兵第一师装甲团。2017年两栖机步第一师拆分，装甲团与机步第二团被分出去成立两栖合成第五旅。

- 五十三团改编为独立第三坦克团，后编入坦克第六师为坦克第二十一团，装甲第六师第二十一团。2017年装六师拆分，以二十一团和二十四团为主体缩编为重型合成第六旅。